# Solid Snake
Pour les articles homonymes, voir Snake.
Solid Snake (de son vrai prénom David) est un personnage, créé par Hideo Kojima, présent dans la série de jeux vidéo Metal Gear depuis 1987.
Dans cette saga, Solid Snake incarne un soldat d'élite expert en infiltration et en combat rapproché. Surentraîné, il est apte à remplir, en solitaire, des missions ultra-secrètes et dangereuses en territoire ennemi. Il connaît les multiples aspects de la guerre, du combat et des conflits armés.

## Biographie fictive

### Vie antérieure
C'est le projet « Les Enfants terribles » qui est à l'origine de la naissance de Solid Snake. Ce projet avait pour but de créer le soldat parfait en clonant les gènes du soldat légendaire, Big Boss, et aussi de voir si les gènes pouvaient déterminer ou non la capacité d'être un bon soldat. On créa huit embryons, mais cinq furent retirés pour permettre un meilleur développement des trois restants. Le premier fut placé dans une mère porteuse inconnue, était constitué du même patrimoine génétique que Big Boss et fut baptisé Solidus Snake. Ensuite, un embryon de l'assistante japonaise du Dr. Clark a été fécondé avec l'ADN de Big Boss et transférés dans l'utérus d'EVA, qui se porta volontaire pour être la mère porteuse.
Selon Liquid Snake, les gènes dominants de Big Boss auraient tous été donnés à son jumeau Solid Snake et Liquid aurait hérité seulement des gènes récessifs, c'est pourquoi il se considère comme un déchet. Néanmoins, lors d'une conversation entre Revolver Ocelot et Solidus Snake, Ocelot affirme que c'est Solid Snake qui aurait hérité des gènes récessifs. Donc Liquid posséderait les gènes dominants. Cependant, aucun des deux n'apprend la vérité. Le quatrième opus révèle cependant que Liquid et Solid Snake n'ont pas exactement le même code génétique.
Les détails sur le passé de Solid Snake ne sont pas nombreux, on sait seulement qu'il est né en 1972 et que le gouvernement américain décida de le prendre en charge à la suite de ces manipulations génétiques. Il fut élevé au sein de nombreuses familles d'accueil, toujours sous contrôle des services secrets. Il posséderait un QI de 180. Il a reçu sa formation au combat de la part de McDonnell Miller. En 1991, peu de temps après son service militaire, Snake participa à la guerre du Golfe au sein d'un peloton de bérets verts chargé de détruire les rampes de missiles Scud de l'armée irakienne. Il n'était à cette époque qu'un « enfant » selon ses propres dires. Il explique aussi (via le CODEC à Otacon) que c'est Big Boss qui lui a enseigné la pratique du CQC (Close Quarter Combat : technique de combat rapproché) dont il est un expert (on ne voit Naked Snake [Big Boss] pratiquer ces techniques que dans le troisième opus de la saga).

### La révolte d'Outer Heaven
En 1995, Solid Snake est recruté parmi l'unité spéciale de haute technicité dénommée Fox Hound (affiliée à l'armée américaine). Alors qu'il n'est toujours qu'un novice, il est choisi par le commandant de l'unité Fox Hound, Big Boss, pour infiltrer la forteresse d'Outer Heaven, en Afrique du Sud, afin de porter secours à l'agent Gray Fox (un agent membre de Fox Hound) ainsi qu'à d'autres prisonniers détenus dans la forteresse. De plus, il a pour ordre de détruire l'arme secrète développée dans la forteresse : Metal Gear TX-55. Cependant, Solid Snake s'aperçoit que c'est le commandant Big Boss lui-même, qui est le chef de la rébellion d'Outer Heaven et que celui-ci l'a choisi uniquement dans le but de gagner du temps en pensant qu'il ne serait pas à la hauteur. On apprend dans Metal Gear Solid V: The Phantom Pain que c'est Venom Snake qui a orchestré la révolte d'Outer Heaven sous les ordres de Big Boss.
Pourtant, Snake parvient tout de même à détruire le Metal Gear, vaincre Venom Snake et à prendre son bandana avant de s'échapper. Il s'enfuit de justesse avant l'explosion du complexe. Après cet incident, Snake décide de quitter l'unité Fox Hound. Il passe ensuite six mois en tant qu'agent infiltré pour le compte de la CIA. Insatisfait, il quitte l'agence et devient alors un mercenaire. Après avoir gagné assez d'argent, il prend sa retraite dans les contrées sauvages de l'Alaska.

### Le pays de Zanzibar
En 1999, un ancien commandant de Solid Snake, Roy Campbell le rappelle pour une nouvelle opération en Asie centrale, à Zanzibar Land. La mission de Snake est d'assassiner le dictateur du pays de Zanzibar qui s'avère être Big Boss en personne. Celui-ci, ayant passé commande pour un nouveau Metal Gear, est devenu une menace sérieuse pour l'Occident. Gray Fox, l'ancien agent de Fox Hound, a rejoint Big Boss et s'est joint à ses côtés depuis que ce dernier lui a sauvé la vie.
Snake détruit le Metal Gear et affronte Gray Fox dans un violent combat à mains nues en plein milieu d'un champ de mines. Après sa victoire, et toujours désarmé, Snake retrouve le vrai Big Boss qui l'attend près de la sortie du camp de détention. Snake réussit à vaincre celui-ci avec un lance-flammes artisanal. Juste avant de mourir, Big Boss lui apprend qu'il était en réalité son père. Snake refuse d'abord de l'achever, mais se résout finalement à le faire après que Big Boss le lui ordonne. Après ces événements, Snake se retire pendant des années près des Twin Lakes en Alaska pour essayer d'oublier son passé déchiré par la guerre et les conflits. Il décide d'élever 50 chiens et participe même à la course de traîneaux Iditarod.

### L'incident de Shadow Moses
En février 2005, alors que les membres de l'unité Fox Hound (récemment reformée) se révoltent et prennent le contrôle d'une installation nucléaire sur l'île de Shadow Moses, Roy Campbell contraint Snake à participer à l'opération. Snake est intéressé par ce chef de la révolte qui lui ressemble étrangement et qui porte une partie de son nom de code : Liquid Snake. Les terroristes réclament la dépouille de Big Boss, le soldat légendaire, sinon ils frapperont d'un tir nucléaire les États-Unis. Snake doit alors infiltrer le complexe et découvrir si les terroristes ont la capacité de mener une frappe nucléaire. Snake doit affronter les soldats génomes (soldats génétiquement modifiés avec les gênes de Big Boss) et les nouveaux membres de Fox Hound : Revolver Ocelot, Sniper Wolf, Vulcan Raven, Decoy Octopus, Psycho Mantis et leur chef, Liquid Snake. Il rencontre durant la mission un autre ennemi, un cyborg ninja mystérieux qui s'avérera être Gray Fox, ancien camarade et ennemi de Snake, qu'il avait laissé pour mort quelques années plus tôt à Zanzibar.
Pendant la mission, Snake rencontre Meryl Silverburgh, la nièce de Roy Campbell, et Hal Emmerich, un scientifique travaillant sur le dernier modèle de Metal Gear, dont le premier prototype, le  Metal Gear REX, est construit dans les installations souterraines. L'équipe de soutien est constituée du colonel Roy Campbell, de l'analyste Mei Ling, de l'experte en armement Nastasha Romanenko, du docteur Naomi Hunter et de l'ancien instructeur de Snake : Master Miller. Au cours de sa mission, Snake se fait piéger par Sniper Wolf, elle blesse Meryl et l'utilise pour déconcentrer Snake afin de le capturer. Snake résiste à la torture pour laisser en vie Meryl et trouve un moyen de s'enfuir de la salle de torture. Pendant l'incident, Snake ne se doute pas qu'il est manipulé par les terroristes afin de mettre en marche le Metal Gear. En effet, croyant insérer la carte de désactivation du Metal Gear, il l'active à son insu. Snake découvre alors la ruse orchestré par les terroristes : Decoy Octopus, le maître de déguisement de Fox Hound s'était fait passer pour Donald Anderson (chef du DARPA), afin d'aiguiller Snake sur une fausse piste, en lui disant que les terroristes avaient obtenu les codes de mise à feu alors que c'était faux : en réalité Revolver Ocelot avait « malencontreusement » tué Donald Anderson en le torturant pour révéler le code et les terroristes n'avaient pu récupérer qu'un seul code, celui de Kenneth Baker. C'était à ce moment-là que Liquid Snake déploya ce stratagème de manipulation, apprenant que les codes de désactivation (que possédait Snake) permettaient en effet d'activer ou de désactiver le lancement du missile selon son statut actuel.
De plus, Snake apprend aussi que Liquid Snake s'était fait passer pour Master Miller durant toute la mission afin de le forcer à activer le Metal Gear.
Snake arrive à éliminer tous les membres de Fox Hound (à l'exception de Revolver Ocelot). Quant à Liquid Snake et Decoy Octopus, ils sont terrassés par le virus FoxDie. Snake réussit aussi à détruire le Metal Gear REX à l'aide de Gray Fox qui le paie de sa vie. Cependant, Snake apprend qu'il était porteur du virus FoxDie que Naomi Hunter lui avait injecté avant le début de sa mission sous prétexte de lui donner un apport de nanomachines. FoxDie faisait partie des objectifs de la mission de Snake. En effet, ce virus devait réduire au silence le président d'ArmsTech, Kenneth Baker, ainsi que tout membre de Fox Hound s'il entrait en contact avec Snake (Hélas, Psycho Mantis portait un masque à gaz, Vulcan Raven ne s'est jamais approché de Snake lors de leur combat et Sniper Wolf avait l'organisme saturé de Diazepam, ce qui a empêché le virus de la tuer). Les deux seuls membres de Fox Hound à être victimes du virus sont finalement Decoy Octopus et Liquid Snake. Snake lui-même doit être tué par FoxDie pour deux raisons : d'une part ce virus devait aussi éliminer son porteur à la fin prévue de l'ultimatum des terroristes et d'autre part Naomi Hunter a elle-même modifié le virus pour qu'il tue Snake afin de venger le meurtre de Gray Fox à Zanzibar, qui s'avère être en fait le frère adoptif de Naomi. Cependant, Snake aidé par Naomi échappe à son funèbre destin. Snake s'enfuit alors avec Meryl Silverburgh (ou Otacon selon le résultat de la torture dans le jeu). Enfin, le colonel Campbell aide à camoufler la mort de Snake afin de le faire disparaître, après cet incident qui va faire de lui un héros.

### Le naufrage du tanker
Après l'incident de Shadow Moses, les informations sur les technologies employées par le Metal Gear sont vendues sur le marché noir par Revolver Ocelot. Ce qui aboutit à la création de nombreux Metal Gear tout autour du monde faisant ainsi de l'arme nucléaire plus qu'une arme banale. Snake et Otacon créent alors Philanthropy (en français, Philanthropie), une ONG anti-Metal Gear. Philanthropy gagne la reconnaissance des Nations unies et permet la destruction de beaucoup de Metal Gear partout dans le monde.
En été 2007, Philanthropy reçoit une information anonyme (on apprendra plus tard que c'est Revolver Ocelot, se faisant passer pour Emma Emmerich, qui envoya cette information par courriel) révélant qu'un prototype de Metal Gear développé par les marines américains est en train d'être acheminé secrètement sur le fleuve Hudson à New York.
Snake infiltre donc le faux tanker sur lequel se trouvait le Metal Gear RAY. Mais à peine arrivé, un groupe armé, les mercenaires de Sergei Gurlukovich, profite de ce que la majorité des marines du bateau se trouve dans les cales avec le Metal Gear RAY pour prendre discrètement le contrôle du bateau. Snake rencontre et affronte sur le pont du bateau la fille de Gurlukovich, Olga. Il est alors pris en photo par un drone Cypher des marines. Alors que Snake vient de trouver et de photographier le Metal Gear, Ocelot et Gurlukovich arrivent dans les cales pour voler le Metal Gear. Ocelot révèle alors son véritable plan. Il tue son ami Gurlukovich et le commandant des marines (Scott Dolph) puis coule le bateau et vole le Metal Gear. La photographie de Snake est alors donnée aux médias qui la publient. Snake est accusé d'avoir coulé le navire, et est considéré comme le terroriste le plus recherché. Otacon et Snake ont volé le corps de Liquid Snake, afin de faire croire à la mort de Snake lors du naufrage du tanker.

### La Big Shell
Le 29 avril 2009, Solid Snake infiltre la Big Shell sous un déguisement d'un membre des SEAL. Il se fait appeler Iroquois Pliskin (mais sa couverture ne durera pas longtemps), et aide Raiden, un tout nouveau membre de Fox Hound, à sauver les otages et à retrouver le président Johnson. Il rencontre un certain George Sears, ex-président des États-Unis et qui n'est autre que Solidus Snake, fondateur de l'organisation Dead Cell et frère de Solid et de Liquid. Solidus est le chef des Fils de la Liberté, un groupe luttant contre une force mystérieuse qui dirige le gouvernement américain se faisant appeler les Patriotes.
La raison pour laquelle Snake se trouve sur la Big Shell est qu'il veut trouver le nouveau prototype de Metal Gear nommé Arsenal Gear construit sous l'usine de traitement. On apprend alors que l'accident dans sa totalité (excepté la présence de Solid Snake) est orchestré par les Patriotes comme une partie du Plan S3 qui vise selon Ocelot à créer un soldat du niveau de Solid Snake. Cependant, le véritable objectif est de permettre de contrôler la volonté et la conscience humaine.
Snake s'aide de Raiden et d'Olga afin d'infiltrer l'Arsenal Gear et de dérober une disquette contenant l'identité du comité des 12 sages à la tête des Patriotes. Snake arrive à s'échapper de l'Arsenal et se met à la poursuite de Liquid Snake, qui a entièrement pris le contrôle du corps d'Ocelot.
On apprendra par la suite que les données que renferme la disquette sont les identités du comité des sages des Philosophes et non pas des Patriotes, ces douze personnes étant donc toutes décédées depuis une centaine d'années.

### Guns of the Patriots
L'histoire se déroule cinq ans après l'incident de Manhattan, en 2014, dans un monde où les interventions militaires en pays étrangers se sont restreintes, provoquant l'émergence de sociétés militaires privées (SMP). La guerre et son économie sont contrôlées par le système "Sons Of The Patriots", une intelligence artificielle qui régit chaque soldat et chaque arme grâce aux nanotechnologies. À la tête des cinq plus importantes SMP, Liquid Ocelot (qui en vérité n'est qu'Ocelot utilisant ses nanomachines pour imiter Liquid Snake) compte détourner le Système pour pouvoir lever une insurrection contre les Patriotes et poursuivre les desseins idéalistes de Big Boss.
Solid Snake, âgé alors de 42 ans, est malade et vieillissant à cause de ses gènes modifiés (dès sa naissance par Para-Medic pour qu'aucune reproduction du parfait soldat ne soit possible au cas où il tomberait entre les mains de l'ennemi). Le Dr Hunter prédit à Snake six mois à vivre dû à son vieillissement accéléré, mais à cause du virus FOXDIE qui a muté dans son corps il ne lui reste que trois mois à vivre (le Dr Hunter lui a injecté ce virus neuf ans plus tôt), ce sera donc sa « dernière mission. » Snake, malgré son état, est donc de nouveau envoyé en mission pour éliminer Liquid Ocelot définitivement, ce qui lui fera parcourir le monde entier.

### Biographie alternative

#### Super Smash Bros. Brawl
Dans Super Smash Bros. Brawl, Snake est caché dès le début du jeu dans un carton dans l’Halberd, le vaisseau de Meta Knight. Il en surgit pour enfin intervenir. Il ne tardera pas à croiser Lucario et Meta Knight. Il se cachera une nouvelle fois sous son carton mais Lucario, pouvant voir l'aura (une énergie ou une force spirituelle qu'émanent toutes les créatures vivantes) le découvre. Il soulève le carton, faisant avoir à Snake le célèbre point d'exclamation de la série (avec le son aussi célèbre). Meta Knight est prêt à le battre mais Lucario voit que son cœur est pur et ils s'allient pour affronter leurs ennemis.
Snake, Lucario et Meta Knight parviennent jusqu'au lieu où sont emprisonnées Zelda et Peach changées en trophées. Ils combattirent leurs doubles maléfiques et les libérèrent. Finalement les trois compagnons arrivent à la cabine de pilotage du vaisseau piloté par des Game and Watchs. N'écoutant que son courage, Solid Snake les chargea et les fait voler à travers le pare-brise. Ces derniers se transforment en monstre et Snake et Lucario rejoindrons Fox, Sheik, Falco et Peach. Le monstre vaincu, Snake accompagnera les autres héros dans l'émissaire subspatial où se terrent Bowser et Ganon. Les combattants et lui étaient près pour le combat final mais l'attaque de Tabuu les a transformés en trophées. Grâce aux badges minuteurs que le Roi Dadidou a fabriqué, Luigi, Kirby, Ness et Dadidou ressuscitèrent les autres personnages en plus que Sonic se joint à la fin de la partie. Finalement, les héros ont réussi à battre l'ultime méchant et sauvent ainsi les mondes que Tabuu avait absorbé.

##### Annonce de sa présence
Solid Snake est annoncé dans Super Smash Bros. Brawl lors de la première vidéo du jeu. Il apparait à la toute fin de la bande-annonce, d'abord par codec au cours d'une conversation avec Roy Campbell qui lui annonce qu'il a reçu une invitation pour Snake afin de participer à Super Smash Bros. Brawl. Snake surgit ensuite d'un carton, interrompant un combat entre Mario, Link et Kirby en concluant la bande-annonce par : « It's show time ! ».
Il apparaît aussi au dos de la jaquette française du jeu aux côtés de Sonic, les deux personnages étant les deux seuls protagonistes jouables n'étant pas créés par Nintendo mais par Sega et Konami (Gray Fox étant uniquement un trophée aide).

#### Snake Eater (Snake Vs Ape)
Dans le mini-jeu Serpent contre singes, Solid Snake est envoyé par le colonel Campbell pour capturer des singes. Étant donné que personne n'était disponible, Campbell dut appeler Snake pour aller les chercher mais il se plaint car il était en vacances pour se remettre de l'incident de la Big Shell et Campbell le persuade de participer à la mission car un ami de Otacon a des problèmes avec les singes cités précédemment. Snake est donc envoyé. Peu après dans Metal Gear Solid : Snake Escape, Snake rencontre son alter-ego qui est de la même race que les singes qu'il a attrapés.

#### Snake Tales
Dans le mode de jeu Snake Tales de Metal Gear Solid 2: Substance, Snake est le personnage jouable du mode. Il y vit des choses similaires à ce que Raiden avait vécu dans l'histoire originale, mais dans un tout autre contexte, dans un univers totalement parallèle. En effet, aucun des éléments scénaristiques de ce mode ne rentre dans la chronologie de l'histoire, et les évènements de l'histoire principale de MGS2 ne sont pas pris en compte dans les intrigues (ils n'ont jamais eu lieu en réalité), mais ces dernières se déroulent toutes après Shadow Moses.

## Description

### Physique
Il mesure 178 cm et pèse 75 kg selon le manuel de Metal Gear 2: Solid Snake. Mais à partir de Metal Gear Solid, il est décrit comme mesurant 182 cm. La statue taille réelle de Solid Snake réalisée pour la promotion de Metal Gear Solid 2: Sons of Liberty mesure cependant 186 cm.

### Personnalité
Solid Snake a une personnalité de solitaire et est par moments d'humeur très froide, il a longtemps vécu pour la guerre, sans autre ambition. Célibataire, membre des forces spéciales Fox Hound jusqu'en 1999, doté d'un QI de 180, Solid Snake parle couramment six langues. Ses actions d'éclat lors de la crise d'Outer Heaven (1995) et de l'émeute de Zanzibar (1999), l'ont propulsé au rang de légende vivante pour les soldats du monde entier. Toutefois, souffrant de stress traumatique post-opérationnel, il est sujet à des hallucinations et a des crises de culpabilité. Snake a pour coutume d'amener avec lui durant ses opérations des cigarettes : il défend devant ses supérieurs qu'elles peuvent être toujours utiles. Il s'en est maintes fois servi pour repérer des faisceaux lasers grâce à la fumée dégagée. Snake fume des Lucky Strike, sa marque préférée de cigarettes.
Durant ses retraits dans les montagnes d'Alaska, il mène une existence recluse et austère. Vivant dans une cabane de bûcheron  il se nourrit de myrtilles sauvages et de saumons, calquant ainsi son régime alimentaire sur celui des animaux des environs. Comme Big Boss, il se passionne pour les courses de chiens de traîneaux. C'est d'ailleurs au cours des préparatifs pour la plus prestigieuse course à travers l'Alaska (l'Iditarod), que le colonel Campbell le contacte en 2005, juste avant les incidents de Shadow Moses.
Solid Snake n'est pas qu'une machine de guerre impitoyable, sensible et philanthrope, il s'inquiète du sort de son prochain. Il aide le jeune Raiden (héros de MGS2) dans son périple, le conseille et devient progressivement son mentor et son protecteur. Il a un tempérament calme et réfléchi et montre rarement ses limites. On remarque parfois des traits de cynisme et d'humour assez personnel ainsi qu'un goût prononcé pour les jolies femmes (il drague ouvertement les analystes et n'hésite pas à faire des compliments déplacés auprès des femmes). Hideo Kojima place dans la majorité des épisodes de subtiles allusions sur les goûts de Snake en matière de femmes, notamment par l'ajout de posters de pin-up qui provoquent des conversations CODEC où Snake reste bouche bée devant un poster (MGS2) ou qui fait remonter son moral (MGS4). Solid Snake fait partie de ces héros qui cultivent leur cynisme « I'm no hero, never was, never will be », en français : « Je ne suis pas un héros, je ne l'ai jamais été et ne le serai jamais » (MGS4), mais dont les actes témoignent d'une grande empathie pour leurs semblables.

## Création du personnage

### Origines du personnage
Dans une interview, Hideo Kojima reconnait que Solid Snake, ainsi que Naked Snake (personnage principal de MGS3 et père génétique de Solid Snake) sont inspirés du personnage de Snake Plissken, héros des films New York 1997 et Los Angeles 2013 interprété par l'acteur américain Kurt Russell. En effet dans l'opus MGS2, Snake utilise le pseudonyme d'Iroquois Pliskin sous le déguisement d'un soldat des Navy SEALs. Autre ressemblance dans MGS3 où Naked Snake (le futur Big Boss) porte un bandeau sur l'œil droit, symétriquement à Plissken qui en a un sur l'œil gauche : les deux personnages sont borgnes.

### À propos du nom
Il semble que son vrai nom soit David. Dans Metal Gear Solid 4: Guns of the Patriots il est nommé Old Snake du fait de son âge avancé. Lors de la fin de Metal Gear Solid, Solid Snake prétend s'appeler David (ou Dave dans la VF). Eva l'appelle également ainsi dans le quatrième opus. On apprend que son vrai nom est effectivement David après la cinématique de fin de la Mission 46 ("Vérité: L'homme qui vendit le monde") dans Metal Gear Solid V: The Phantom Pain. Ce nom est une référence au protagoniste de 2001, l'Odyssée de l'espace (2001, l'Odyssée de l'espace), tout comme le véritable nom d'Otacon, Hal Emmerich (du nom de l'ordinateur de 2001, Hal 9000).

## Œuvres où le personnage apparaît

### Jeux vidéo
- Metal Gear (Hideo Kojima, 1987)
- Metal Gear 2: Solid Snake (Hideo Kojima, 1990)
- Metal Gear Solid (Hideo Kojima, 1998)
- Metal Gear Solid : Ghost Babel (Shinta Nojiri, 2000) (jeu disponible sur console portable Nintendo Game Boy Color)
- Metal Gear Solid 2: Sons of Liberty (Hideo Kojima, 2001)
- DreamMix TV World Fighters (Bitstep, 2003)
- Metal Gear Solid 3: Snake Eater (Hideo Kojima, 2004) (personnage jouable dans le mode serpent contre singes)
- Metal Gear Acid (Konami, 2004)
- Metal Gear Solid: Portable Ops (Hideo Kojima, 2006) (personnage jouable n'apparaissant pas dans le scénario)
- Metal Gear Solid 4: Guns of the Patriots (Hideo Kojima, 2008)
- Super Smash Bros. Brawl (Masahiro Sakurai, Kazushige Nojima, 2008)
- Little Big Planet (Media Molecule, 2008) (disponible sous forme de costume dans un contenu téléchargeable payant)
- Metal Gear Solid V: Ground Zeroes (Hideo Kojima, 2014) (personnage jouable dans la mission spéciale : « Déjà vu »)
- Metal Gear Solid V: The Phantom Pain (Hideo Kojima, 2015) (sous forme de costume)
- Super Smash Bros. Ultimate (Nintendo, 2018) (personnage jouable)
- Fortnite (Epic Games, 2017) (personnage jouable)
- Ape Escape 3 (SIE Japan Studio, 2006) (dans le mini-jeu Mesal Gear Solid: Snake Escape)